# Lukáš Juraš
Lukáš Juraš (* 23. dubna 1993 Vodňany) je český tanečník, choreograf, fitness instruktor a trenér a učitel.

## Osobní život
Narodil se roku 1993 ve Vodňanech a je synem Romany Rédlové a Milana Juraše.
Matka pracuje jako ředitelka ZUŠ Vodňany a zpěvačka v kapele. Otec je dělník. V rámci křtu získal třetí jméno po svém strýci Jaroslav. Vyrůstal v jihočeských Vodňanech kde začal navštěvovat ZUŠ a učil se hru na flétnu a navštěvoval taneční oddělení.
V roce 2004 začal studoval na Taneční konzervatoři hl. m. Prahy. Stal se z něj kvalitní tanečník, který již na škole účinkoval v Národním divadle, Stavovském divadle. V roce 2008 tančil například i v japonské Tojamě.
V roce 2013 se začal na plný úvazek věnovat podnikání v oblasti fitness. V roce 2015 pak založil vlastní firmu GO|UP Fitness, s.r.o. a vlastní fitness programy.
Od roku 2016 se aktivně věnuje i výuce dětí na ZUŠ a jak sám říká: „Tím se ten kruh uzavřel, předávám zkušenosti tam, kde jsem je sám získal.“

## Taneční kariéra

### Dětství
V pěti letech mu lékař diagnostikoval zkrácené šlachy, a proto začal navštěvovat k hodinám hry na flétnu hodiny baletu v ZUŠ Vodňany, pod vedením Jitky Řepové. Za několik měsíců zdravotní problémy odezněly a projevilo se u něj hudební a pohybové nadání. Po několika letech začalo být zřejmé, že tanec bude to, co ho bude provázet životem.
Začal za pomoci své babičky jezdit do Českých Budějovic do ZUŠ Bohuslava Jeremiáše na hodiny baletu pod vedením MgA. Olgy Podruhové. Po prvním roce studia přibyly soukromé hodiny, které už měly jasný cíl. Připravit Lukáše na konzervatoř. Bylo mu 8 let a on sám dojížděl autobusem 2x týdně do Českých Budějovic.

### Taneční konzervatoř
V roce 2003 jel poprvé do Prahy na vysněnou Taneční konzervatoř. Přišlo zklamání „Lukáš moc malý“ znělo z úst Jaroslava Slavickýého ředitele školy.
Po roce čekání to zkusil znovu a ze 450 dětí byl mezi těmi 28 šťastnými, splnil se mu dětský sen. Byl to krásný okamžik i pro jeho matku, která ho držela za ruku se slzami v očích. Sama totiž tančila a chtěla být profesionální baletkou. Ale krátké achilovy šlachy ji to nikdy neumožnily.
V 1.–2. ročníku měl na klasický tanec profesorku Marii Bártovou vynikající tanečnici a jak později vzpomíná: „Byla to ta nejdůležitější osoba, na kterou se v myšlenkách odkazuji i dnes!“ A díky jejímu vlivu, přišla první role v Květinovém valčíku v baletu Šípková růženka.
Ve 3. ročníku Lukáš dostal příležitost zatančit si na přehlídce Taneční mládí ve Stavovském divadle Pas De Trois z baletu Louskáček po boku spolužaček Kateřiny Plaché a Anny Srncové.
Ve 4. ročníku byl vybrán, aby jel reprezentovat Českou republiku na mezinárodní přehlídku tanečníků do japonské Toyamy. Z České republiky to byla pouze jeho spolužačka Kateřina plachá a starší spolužáci Magdalena Matějková, Hana Čakarmišová, Michal Krčmáč a Jiří Havelka. Také účinkoval v baletu La Silphide / Na poli v Národním divadle.
V 5. ročníku byl vybrán na studijní výměnný pobyt v Nizozemsku na Royal Conservatory of The Hague. Reprezentoval Taneční konzervatoř na veletrhu vzdělávání v Kongresovém centru Praha. A také účinkoval v baletu Labutí jezero v Národním divadle.
V 6. ročníku znovu tančil na přehlídce Taneční mládí ve Stavovském divadle.
V 7. ročníku opět přehlídka Taneční mládí ve Stavovském divadle.
V 8. ročníku pro konzervatoř tvořila francouzská choreografka Bérangère Andreo balet Petr Pan. Vybrala so ho pro dvě hlavní role v jednom představení. S Bérangère se skamarádili a rozuměli si. Ona mu proto vytvořila role přímo pro jeho tělo. Romantickou roli dospělého Petr Pan ve snu a komickou pomocníka kapitána Hooka.

## Fitness
Po ukončení studia v roce 2013, se rozhodl, že se bude profesionálně věnovat také výuce a trénování v oblasti fitness.

### Studium
Mezinárodní škola fitness profesionálů Fisaf International s pobočkou v České republice. Zde získal další profesionální vzdělání zakončené zkouškami a získané certifikáty:
- FISAF Aerobic & Group Fitness Instructor – III. třída mezinárodní licence
- FISAF Aerobic Instructor – II. třída
- FISAF Core I – funkční anatome
- Dance Aerobik – specializace
- Step Aerobik – specializace
- Bodystyling – specializace
- Funkční trénink – specializace
- Rozhodčí SAMC, ATS, SA a fitness pro II. a III. VT
- Zumba Basic I & II

### Praxe
- Fitness BBC, Fitness Kotva, World Gym Prague, Fittop, Euforie, Soukromá škola tance
- Vedení masterclassů – Aerobik, Dance aerobik, Step aerobik, Bodystyling
- Instruktor veřejných akcí
- Rozhodčí aerobikových závodů

### Vlastní firma a programy
V roce 2014 přišel s myšlenkou vlastního fitness programu. Celá tato myšlenka vznikla z jeho mnoha poznámek a různých myšlenek, sepsaných do bloků, které našel při uklízení. Netrvalo dlouho a vznikl program s názvem GO|UP Body Hard, který představil prvně klientům v pražských fitness studiích, kteří byli nadšení. Přirozeně vyvstala myšlenka, zda program musel být závislý na fitness studiích a nemusel.
V roce 2015 si zakládá firmu GO|UP Fitness, s.r.o. a otevírá své fitness studio, kde svůj program rozvinul a vymyslel další dva. Fitness studio si našlo mnoho příznivců, ale v současné době je uzavřené, protože hledá nové prostory.

## Pedagogika
V roce 2012 – Pedagogická praxe Taneční konzervatoř hl. m. Prahy
V letech 2014–2015 učil na soukromé taneční škole.
V letech 2016–2017 učil na ZUŠ, kde vedl mladé tanečnice a tanečníky.